# Einwohnerwehr

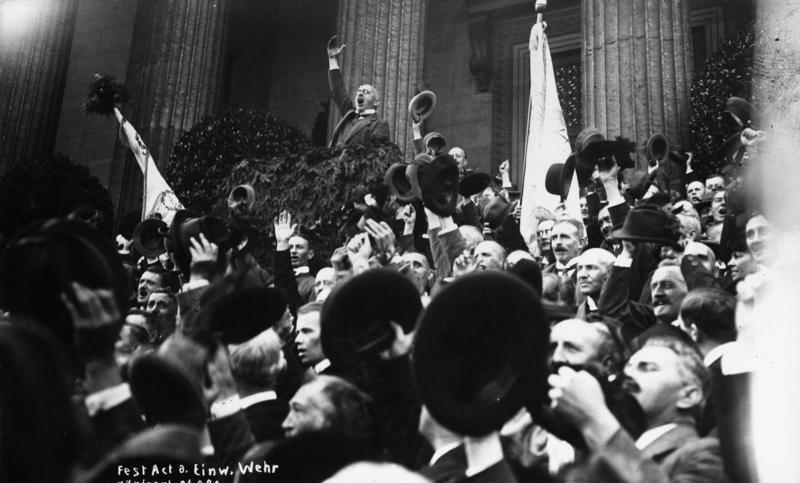
Festakt der Einwohnerwehren 1920 am Münchner Königsplatz

Einwohnerwehren oder Stadtwehren waren freiwillige, ehrenamtliche und auf nebenberuflicher Mitgliedschaft beruhende Verbände, die in der Weimarer Republik in lokalem Wirkungsbereich Aufgaben des Selbstschutzes wahrnahmen. Sie entstanden 1918 nach Ende des Ersten Weltkriegs, um in Zusammenarbeit mit staatlichen Behörden für die Aufrechterhaltung der öffentlichen Ordnung zu sorgen. Statt zu einer Stütze für das parlamentarische System, entwickelte sich ein Teil der Einwohnerwehren zu republikfeindlichen Gruppen, die sich weitgehend außerhalb der Kontrolle der Reichsregierung aufbauten und so zur Gefahr für die Weimarer Republik wurden. Nach dem Scheitern des Kapp-Putsches wurden die Einwohnerwehren 1920 (bzw. 1921 in Bayern) aufgelöst.

## Einwohnerwehren auf Reichsebene
Nachdem in Reaktion auf den Spartakusaufstand in Berlin im Januar 1919 bereits erfolgreich Bürgerwehren zur Stabilisierung der Lage beitrugen, wies das Reichswehrministerium am 22. März 1919 alle Generalkommandos an, lokale Bürgerwehren zu zentral gelenkten Einwohnerwehren auf Landesebene nach einheitlichem Muster auszugestalten. Die neu geschaffenen Einwohnerwehren sollten über eine Reichszentrale dann direkt der Reichswehrführung unterstellt werden. Als Aufgabenbereich wurde ein lokaler Ordnungsdienst im Zusammenwirken mit der örtlichen Polizei definiert. Im Notfall sollten die Einwohnerwehren jedoch als stille Heeresreserve dienen. Infolge der alliierten Entwaffnungsgebote wurden die Einwohnerwehren auf Reichsebene aus ihrer militärischen Unterstellung gelöst und den einzelnen Länderministerien unterstellt. Die Alliierten verstanden die Einwohnerwehren weiterhin als Wehrersatzformation, die gemäß den Bestimmungen des Versailler Vertrages aufzulösen seien. Nach dem gescheiterten Kapp-Putsch verfügte der preußische Innenminister die Auflösung der Einwohnerwehren. Dieser Verfügung schlossen sich im Sommer 1920 die übrigen Länder des Reiches und das Reich an. Lediglich Bayern weigerte sich, seine Einwohnerwehren aufzulösen und hielt den Apparat ein weiteres Jahr am Leben.

## Einwohnerwehren in Preußen
Durch eine Verordnung des Rates der Volksbeauftragten vom 13. Januar 1919 wurden die Einwohnerwehren zur Republikanischen Schutztruppe zusammengefasst und in Preußen durch eine Verordnung des sozialdemokratischen Innenministers Wolfgang Heine vom 18. März 1919 einheitlich organisiert.
Entgegen der Konzeption der SPD (Hinein in die Einwohnerwehr!) traten in den Einwohnerwehren nationalistische Zielsetzungen hervor, die vorwiegend von bürgerlichen Kreisen getragen wurden. Verschärft wurde diese Rechtstendenz durch Heines Verbot Mitglieder der USPD in die Einwohnerwehr aufzunehmen, was zur Folge hatte, dass die bereits existierenden Spannungen zwischen Bürgertum und Arbeiterschaft zunahmen.
Die Einwohnerwehren sollten als eine zu geringen Kosten bewaffnete Macht die durch den Versailler Vertrag reduzierte Reichswehr und die Polizei bei der Durchsetzung des staatlichen Gewaltmonopols unterstützen. Allein im Wehrbezirk Dortmund hatten sich dazu 14.450 Einwohner gemeldet, in Detmold sogar 58.500. Die Einwohnerwehren wählten sich ihre eigenen Führer, in der Regel fronterfahrene Weltkriegssoldaten. Sie bestanden aus verfassungstreuen Arbeitern, Bürgern und Bauern, in Universitätsstädten häufig aus kriegserfahrenen Studenten. Mitglieder von USPD und KPD waren von der Mitgliedschaft ausgeschlossen, ließen aber auch kaum Interesse erkennen, an den von ihnen mit Misstrauen betrachteten Einheiten mitzuwirken.
Andererseits ist für die Stadt Gladbeck im nördlichen Ruhrgebiet belegt, dass die Einwohnerwehr mit über 380 Mitgliedern (inklusive Sanitätskolonne) in der überwiegenden Mehrheit aus Arbeitern bestand und dass bei der Errichtung durchaus der Einfluss der Sozialdemokraten zu erkennen gewesen sei. Neben den führenden Mitgliedern der jüdischen Gemeinde – allesamt Kaufleute – zählte auch eine Reihe von Stadtverordneten der SPD und der Zentrumspartei zur Einwohnerwehr. Zudem ließen sich mehrere führende Zechenbeamte, darunter zwei Bergräte, in die Mitgliedslisten eintragen. Dabei ist bemerkenswert, dass diese – im Krieg allesamt dekorierte Offiziere – sich in ihren Einwohnerwehrgruppen den gewählten (Arbeiter-)Führern unterordneten. Lediglich der Führer und Organisator der Gladbecker Einwohnerwehr, der im Weltkrieg höchstdekorierte Gladbecker Offizier und spätere Bankier Franz Ullrich, wurde nicht gewählt, sondern von Bürgermeister Michael Jovy direkt bestimmt. Die Gladbecker Einwohnerwehr kam nur einmal zum Einsatz, konnte die von Süden anrückende Rote Ruhrarmee jedoch nur für zwei Tage aufhalten und musste sich in der Nacht zum 21. März 1920 geschlagen geben. Nach einem Beschluss des Preußischen Staatsministeriums vom 8. April 1920 wurde sie in den darauffolgenden beiden Monaten aufgelöst, Waffen, Armbinden und Waffenscheine von den städtischen Behörden eingesammelt.

### Stärke
Am 1. Januar 1919 wurde eine Gesamtstärke von 626.764 Mitgliedern in ganz Preußen vermerkt.

## Stadtwehr in Bremen
Siehe Stadtwehr Bremen.

## Einwohnerwehren in Bayern

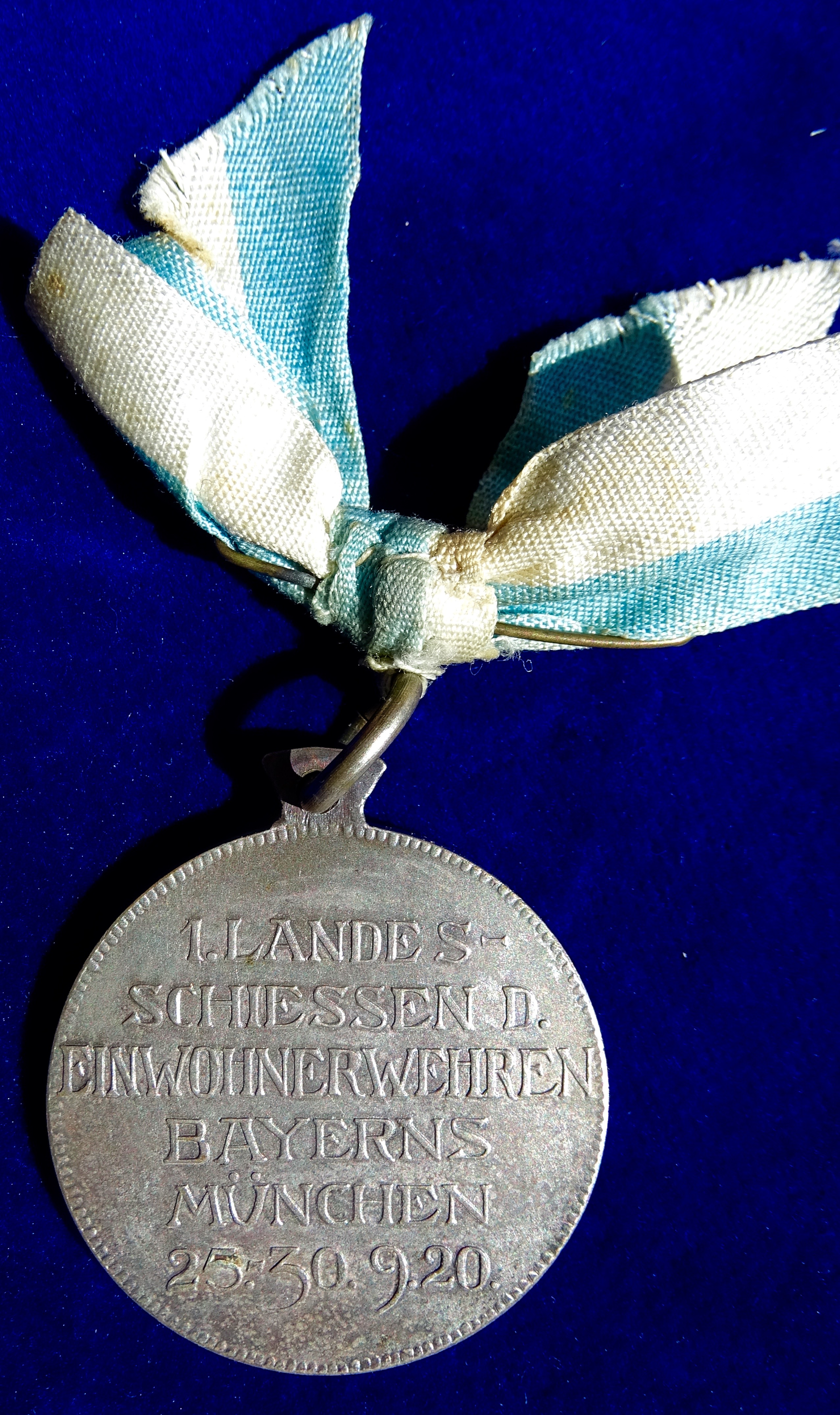
München 1920, Schützenmedaille zum ersten und einzigen Landesschießen der bayerischen Einwohnerwehren, Vorderseite

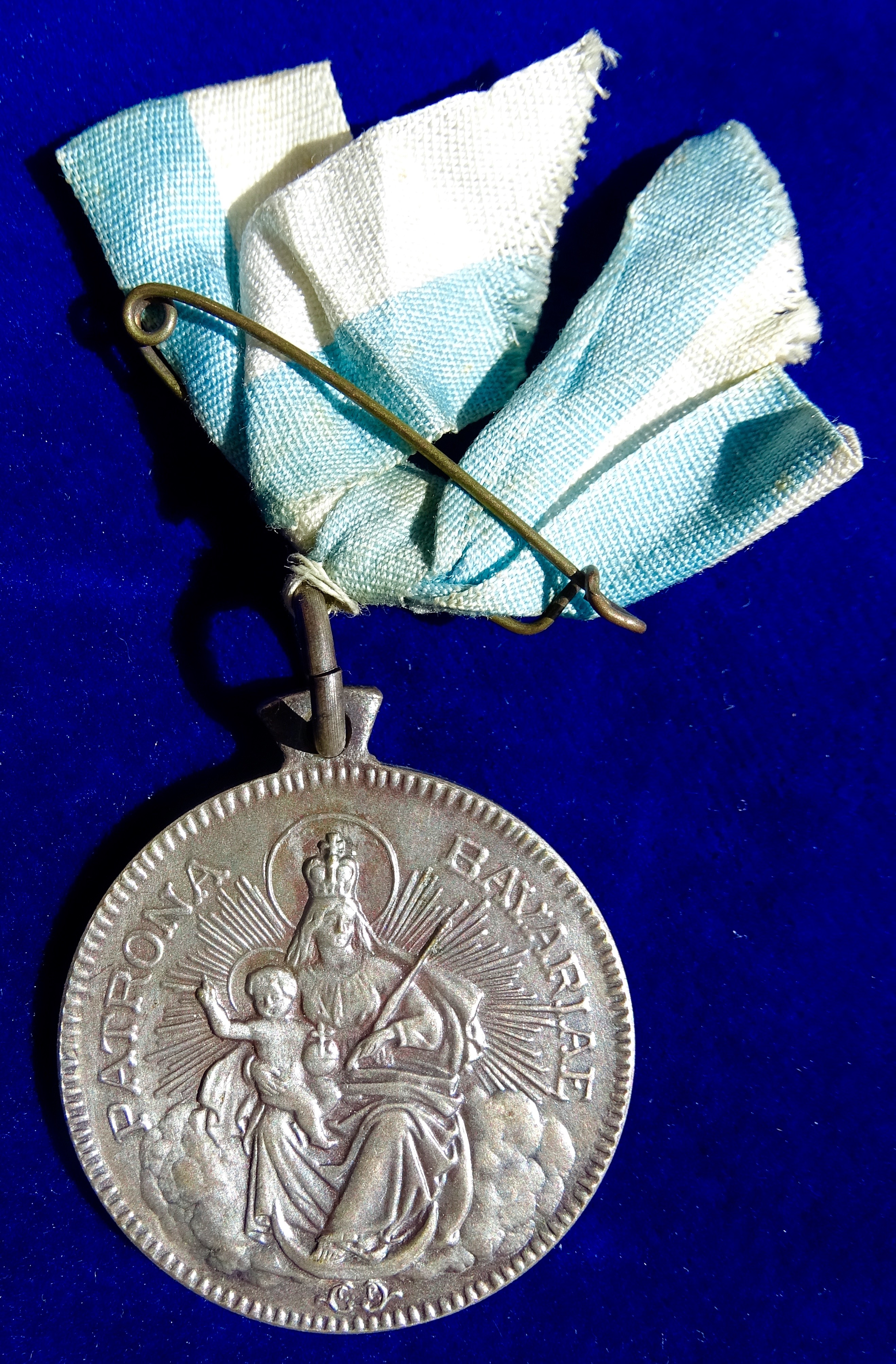
Die Madonna Patrona Bavariae auf der Rückseite dieser Medaille der Einwohnerwehren Bayerns zum Treffen vom 25. bis 30. September 1920 in München

### Entstehung
Im Kabinett Eisner versuchte Erhard Auer am 18. November 1918 eine Bürgerwehr um Rudolf Buttmann, Christian Roth und Julius Friedrich Lehmann aufzubauen. Am 26. November 1918 empfing Albert Roßhaupter Mitglieder der Thule-Gesellschaft sehr wohlwollend. Am 27. Dezember 1918 riefen Erhard Auer und Johannes Timm zur Gründung einer „Bürgerwehr mit ehrenamtlichem Charakter“ auf.
Nachdem die bayerische Staatsregierung, aufgrund der revolutionären Ereignisse, im Zuge des Ausrufes der Münchner Räterepublik nach Bamberg hatte fliehen müssen, ließ sich der damalige bayerische Ministerpräsident, der SPD-Politiker Hoffmann von Reichswehrminister Noske überzeugen, eine Bürgerwehr nach preußischem Vorbild aufzubauen. Er rief bereits am 14. April 1919 Arbeiter, Bauern und Bürger auf, zu den Waffen zu eilen und eine freiwillige Volkswehr zu bilden. Infolgedessen kam auch der Zentrums-Politiker Rudolf Kanzler in den Besitz einer Generalvollmacht „zur Wiederherstellung von Ruhe und Ordnung“, welche verbunden war mit einer Finanzierungszusage von 500.000 Mark. Diese und weitere Vollmachten nutzte Kanzler zum Aufbau eines Freikorps, welches an der Eroberung der Spartakistenhochburg Kolbermoor mitwirkte.
In der Folgezeit nutzte Kanzler das von ihm aufgebaute und bewaffnete Freikorps, um flächendeckend Einwohnerwehren zu organisieren. Von Rosenheim ausgehend, begann Kanzler Ableger seiner Einwohnerwehrorganisation in den umliegenden Gemeinden zu gründen. Schritt für Schritt vergrößerte sich sein Einflussgebiet, wobei er sternförmig vorging. Auch im Markt Isen begann der Forstrat Georg Escherich, welcher über zahlreiche Kontakte zur Politik und zum Militär verfügte, mit dem Aufbau einer Einwohnerwehr. Mitte April 1919 hatte er bereits die Ortswehr im Markt Isen aufgestellt. Von dort aus gründete er, wie auch Kanzler, in den umliegenden Gemeinden weitere Einwohnerwehren, welche er im „Isengau“ zusammenschloss und sich am 14. Mai 1919 auf einer Versammlung in Haag zu deren Gauhauptmann wählen ließ. Eine weitere Urzelle bildete sich in Wasserburg am Inn, wo vom Freikorpsführer Heinrich Schneider am 6. Mai die Organisation der Einwohnerwehren an alle Gemeinden des Bezirksamtes verkündet.
Am 21. Juni 1919 berief der Regierungspräsident von Oberbayern Gustav Ritter von Kahr die sämtlichen Bezirksvorstände von Oberbayern zu einer Besprechung der Einwohnerwehrangelegenheit ein. Diese Besprechung, welche zum Ziel hatte sämtliche Bezirksvorstände für den Zusammenschluss und weiteren Ausbau der Einwohnerwehren für zunächst ganz Oberbayern zu gewinnen, war von Erfolg gekrönt. In der Folge kam es jedoch zu Streitigkeiten zwischen Escherich und Kanzler bezüglich der Struktur des aufzubauenden Wehrapparates und der Abhängigkeit von der bayerischen Staatsregierung. Escherichs Konzept, was rein bürgerlich und antisozialdemokratisch angelegt war und somit beim Beamtenklüngel um von Kahr sehr viel mehr Gehör fand, konnte sich letztendlich durchsetzen. Um die Differenzen jedoch aus dem Weg zu räumen, bot man Kanzler die Stelle des stellvertretenden Vorsitzenden der bayerischen Einwohnerwehren an. Nachdem Escherich Ende August 1919 in Franken erfolgreich für die Einwohnerwehr werben konnte, so dass Würzburg, Bayreuth, Nürnberg und Bamberg Gaue der Einwohnerwehren Bayerns wurden, folgte am 27. September 1919 die Gründung des Landesverbandes der Einwohnerwehren Bayerns. Zum Landeshauptmann wurde am 16. Dezember Georg Escherich und zu dessen Stellvertreter Rudolf Kanzler gewählt. Um wenigstens formell dem Konflikt mit dem Versailler Vertrag aus dem Weg zu gehen, erfolgte am 4. März 1920 die Umgliederung in einen privatrechtlichen Verein.

### Stärke
Für Anfang 1919 schätzte der bayerische Innenminister Fritz Endres die personelle Stärke der bayerischen Einwohnerwehren auf rund 200.000 Wehrmänner. Für Januar 1920 gab Rudolf Kanzler den Mitgliederbestand mit rund 260.000 und für Mai 1920 mit schon über 300.000 Wehrleuten an.

### Bewaffnung
Grundsätzlich sollte jeder Wehrmann mit einem Gewehr 98 und 50 Patronen und jede Ortswehr mit einem MG und 2000 Patronen ausgerüstet sein.
Beschafft wurden die Waffen größtenteils über die Reichswehrbrigade 21 (Brigade Epp) deren Waffenreferent Ernst Röhm eine große Menge an Waffen an die Einwohnerwehr lieferte. Man wollte mit den Waffentransfers den Zugriff der Siegermächte auf die Reichswehrwaffen unterbinden und den Grundstock für eine Neuaufrüstung legen. Bis Oktober 1919 konnten alle südbayerischen Gaue mit ausreichend Waffen, Munition und Wehrmaterial versorgt werden. Escherich gab in seinem unveröffentlichte Manuskript an, dass bis zu diesem Zeitpunkt über „2,5 Mio. Infantriegewehre, 130.000 leichte M.G., 3000 schwere M.G., 100 leichte Feldartillerie-Batterien, eine ganze Reihe 15-cm-Haubitzen und 13-cm-Langrohrkanonen sowie 30 Flugzeuge neuster Bauart nach Bayern“ geliefert wurden. Zu diesem Zeitpunkt war die Bewaffnung Nordbayerns noch nicht abgeschlossen. Da aber in ganz Bayern die transferierbaren Waffenbestände zur Neige gingen, wurde der Versuch unternommen, die fehlenden Bestände beim Preußischen Innenministerium anzufordern. Daraufhin setzten sich im Februar 1920 200.000 Gewehre, 10 Mio. Patronen, 3 Panzerwagen und weiteres Wehrmaterial mittels Zug in Bewegung, Richtung der beiden Einwohnerwehr-Waffengroßlager Wasserburg und Erlangen. Somit war es möglich, ganz Bayern mit Waffen auszurüsten.
Wichtigste Waffe war das Gewehr 98 als Langwaffe und die Pistole 08 als Kurzwaffe. Eher selten waren Gewehr 88 (Ortmeier und Klein zeigen allerdings eine Aufnahme mit Wehrmännern, ausgerüstet mit dem G88), Karabiner 98a, Mauserpistole C96 oder Mauserpistole M14.

### Markierung
Erst am 10. März 1920 wurde eine Markierungsanweisung erlassen. Die verwendeten Waffen wurden vor allem mit Brandstempeln (Schaft) mit dem Kürzel E.W.B. bezeichnet. Stoffteile wurden mit Farbstempeln, Metallteile mit Schlagstempeln gekennzeichnet.

### Auflösung
Mitte 1921 konnte sich die Reichsregierung dem alliierten Druck nicht mehr widersetzen, bereits im April wurde die Entwaffnung angeordnet. Am 27. Juni 1921 lösten sich die Orgesch und die bayerischen Einwohnerwehren auf. Von den mindestens 350.000 Gewehren wurden nur 169.800 zurückgegeben.